# Lophopoeum monticulum
Lophopoeum monticulum là một loài bọ cánh cứng trong họ Cerambycidae.